# Ola Öhlin
Ola Öhlin, född 11 februari 1967 i Sörmland, är en svensk målare, skulptör och scenograf. 
Öhlin studerade den estetiska linjen vid Eskilstuna folkhögskola 1992–1993, Gerlesborgsskolan i Bohuslän 1993–1994 och vid Linköpings universitet 2007–2009. 
Separat har han ställt ut på bland annat Flens Konsthall, Markaryds konsthall, ARCH Galleri i Kalmar. Landstingets konstförening i Eskilstuna, Eskilstuna konstmuseum, Formverk i Nyköping, Arvika Konsthall, Konstfrämjandet i Eskilstuna, Bohus Galleriet i Uddevalla och Ebelingmuseet i Torshälla. Han har medverkat i samlingsutställningar i bland annat Sörmlands salongen i Katrineholm, Porträtt utställning på Eskilstuna konstmuseum, Sydosten på Kalmar konstmuseum, Faktori museet i Eskilstuna, Miniatyr utställning Himmelsberga konsthall på Öland, 2000 Foundation i Diemen Nederländerna, Katrineholms konsthall, Vinterutställning Himmelsberga konsthall på Öland, Sörmlandssalongen i Södertälje, Värmlands höst salong på Rackstadmuseet, Vårsalongen Värmland i Torsby, Värmlands höstsalong på Värmlands museum, Värmlands konstnärsförbund 90 år på Värmlands museum, och Kristinehamns konstmuseum.
Bland hans offentliga arbeten märks en väggmålning i Folkets hus, Hälleforsnäs 2000 och en Kummel, Skulptur Klockberget vid Glasmuseet i Torshälla 2001.
Öhlin är representerad i Flens kommun, Katrineholms kommun, Metallarbetareförbundet, Eskilstuna konstmuseum, Kalmar läns landsting, Karlstads kommun, Sörmlands läns landsting, Svenska folketshusföreningen och Torshälla kommundelsnämnd.
Han har blivit mest känd för sina Eldskulpturer.